# إيرينا مويسيفا
إيرينا فالنتينوفنا مويسيفا (الروسية: Ирина Валентиновна Моисеева؛ ولدت في 3 يوليو 1955) راقصة على جليد روسية مثلت الاتحاد السوفيتي مع أندريه مينينكوف، حصلت على الميدالية الفضية الأولمبية لعام 1976، حصلت على الميدالية البرونزية الأولمبية لعام 1980 ، وحصلت على الميدالية الذهبية العالمية مرتين عامي 1975، 1977.